# Chantraine
Chantraine é uma comuna francesa na região administrativa do Grande Leste, no departamento de Vosges. Estende-se por uma área de 6.2 km². Em 2010 a comuna tinha 3 300 habitantes (densidade: 97,3 hab./km²).